# رونان بنت
رونان بنت (انگلیسی: Ronan Bennett؛ زادهٔ ۱۴ ژانویهٔ ۱۹۵۶) فیلم‌نامه‌نویس و نویسنده اهل بریتانیا است.
از فیلم‌ها یا مجموعه‌های تلویزیونی که وی در آن‌ها نقش داشته‌است، می‌توان به باروت، پنهان، دشمنان ملت و صورت اشاره نمود.